# Paepalanthus velutinus
Paepalanthus velutinus är en gräsväxtart som beskrevs av Silveira. Paepalanthus velutinus ingår i släktet Paepalanthus och familjen Eriocaulaceae. Inga underarter finns listade i Catalogue of Life.